# Larkana
Larkana – miasto w środkowym Pakistanie, w prowincji Sindh, w dolinie Indusu, nad Kanałem Ghar. Około 739 tys. mieszkańców. W Larkanie urodził się Zulfikar Ali Bhutto, prezydent Pakistanu w latach 1971–1973 i premier w latach 1973-1977.